# 克莱蒙县 (法国)
克莱蒙县（法語：canton de Clermont）是法国瓦兹省的一个县（省级选区），中央投票站位于克莱蒙。该县涵盖20个市镇。